# 청원
청원(請願, 영어: petition) 또는 진정서(陳情書)는 민주주의 국가에 있어  국민의 기본권 중 하나로 국민이 국가에 대하여 민원ㆍ진정ㆍ신고ㆍ고소ㆍ고발 등의 형태로 불만 또는 희망사항을 개진하고 시정을 요구하는 행위와 그 서식을 말한다. 국민은 국가작용의 위법, 부당에 대해서 또한 권익침해의 발생 여부와 행해진 시점에 관계 없이 언제라도 청원할 수 있다. 그러나 국가인권위원회법과 같이 법률에서 정하는 경우를 제외하고 재판에 간섭하는 것이나 국가원수 등을 단순히 비방하는 목적으로 청원하는 것은 제외된다.
대한민국 헌법은 '모든 국민은 법률이 정하는 바에 의하여 국가기관에 문서로 청원할 권리를 가진다(헌법 제26조 제1항)'. '또한, 국가는 청원에 대하여 심사할 의무를 진다.'라고 규정하여 청원을 국민의 기본권의 하나로 보장하고 있으며(헌법 제26조 제2항) 이에 법률과 규칙으로 국가기관이나 지방자치단체와 공공기관 등에서 구체적인 절차를 정하고 있다.
미국의 경우, 연방민사소송규칙에서 규정하는 바로 민사소송은 진정서를 법원에 제출하면서 시작된다.

## 대한민국 청원
- 입법 청원 - 국회법에 의하여 국회의원의 추천을 받거나 국민이 국회 웹사이트를 통하여 청원을 제출할 수 있다.
- 국회동의청원 - 국회의원 추천을 받아야 하고 개별적으로 접수하더라도 진행이 청원이 받아들여지는 것이 없는 기존의 국회 청원의 한계를 보정할 목적으로 2020년 1월 9일 국회 본회의에서 '국회청원심사규칙 개정안'이 통과되어 다음날인 1월 10일부터 국민 10만 명 이상의 동의를 얻은 온라인 청원은 소관 상임위원회에 자동 회부된다. 이후 2021.12.9.에 「국회청원심사규칙」이 일부개정되어(국회규칙 제234호) 10만명의 동의가 5만명 이상의 동의로 개정되었고, 국회 사무처는 5만명의 동의가 이뤄진 시점에서 동의 절차를 중지하여 각 위원회에 회부하고 있다. 30일 이내에 동의를 받지 못하면 종결된다.

국회 웹사이트 소통마당에서 국회 민원과 국회 동의청원이 나란히
있는데 동의청원에서 청원사항은 청원법에서 정하는 피해의 구제, 공무원의 위법·부당한 행위에 대한 시정이나 징계의 요구, 법률·명령·조례·규칙 등의 제정·개정 또는 폐지, 공공의 제도 또는 시설의 운영, 그 밖에 국가기관 등의 권한에 속하는 사항인데 국회 민원이 국민이 공개하지 않고 개별적으로 청원하는 것이라면 국회 동의청원은 여론의 힘으로 국가기관에게 공개적으로 요구하는 것이라는 점에서 일종의 온라인 시위 형태로 이루어진다.
- 청와대 국민청원 - 문재인 정부 출범 이후 청와대 웹사이트에서 국민이 청원을 제시하여 SNS 계정으로 로그인한 20만 명의 추천을 받으면 책임자가 답변을 하는 제도인데 1명이 다수의 계정으로 찬성을 할 수 있다..윤석열 정부가 출범한 후 청와대 국민청원은 폐지되고 대통령실 웹사이트에서 청원을 접수받았는데 '대부분'[3] 정부 부처에서 답변하면서 국민신문고와 다를 것이 없었다.
- 정부청원시스템 - 「청원법」이 2022.12.23.에  전부개정되어 다음날부터 시행(일부조문은 1년 후 시행)되어 청원시스템이 도입되어 행정안전부는 '청원24' 시스템을 도입해 운영중이고, 공개청원을 신청하는 경우에는 심의를 거쳐 30일간 국민의견을 받아 청원처리에 반영될 수 있다.
- 국민신문고 - 국민권익위원회에서 운영하는 시스템으로 일반민원과 제보성(고소ㆍ고발 포함) 민원을 접수받는 민원이나 제안을 신청하거나 부패공익신고ㆍ적극행정신청ㆍ소극행정신청ㆍ갑질피해신고ㆍ예산낭비신고ㆍ행정심판청구를 선택할 수 있게 안내하고 있으며 별도 웹사이트에서 운영하는 국회를 제외하고 중앙 행정기관과 헌법기관인 법원행정처(는 각급 법원으로 접수하기도 한다)ㆍ중앙선거관리위원회ㆍ헌법재판소와 지방자치단체ㆍ교육기관ㆍ공공기관을 선택하여 제출할 수 있다

## 참고 문헌
- 영미법 - 개정판 이상윤 박영사, 2000. ISBN 8910451602

## 같이 보기
- 전자청원